# Cliff Emmich
Clifford Joseph Emmich (* 13. Dezember 1936 in Cincinnati, Ohio; † 28. November 2022 in Los Angeles, Kalifornien) war ein US-amerikanischer Schauspieler, der in über neunzig Filmen und Fernsehsendungen zu sehen war.

## Leben
Emmich wurde als Sohn von Adair und Clifford Emmich in Cincinnati geboren und wuchs in Los Angeles auf. Er hatte drei Schwestern, Doris, Darlene und Diane, sowie drei Stiefschwestern, Donna, Patricia und Carolyn.
Sein Vater, Clifford Emmich senior, handelte mit Immobilien und Luxuswagen, die er an Hollywood-Größen verkaufte. Zu seinen Kunden gehörten unter anderem Gary Cooper, Clark Gable und Ozzie Nelson. Über Cooper sagte Cliff Emmich in einem Interview mit Rob Word in A Word on Westerns im Jahr 2017:

“Coop had this Duesenberg, and he used to go out with the ladies even though he was married, […] He called my dad and said, ‚Cliff, I got the Duesy out in front, and I’m over at this girl’s house, and if all these gossip columnists in town find out about that car, they’ll know I’m upstairs. I got the keys under the front seat, so if you’ll come and get it and drive it over to the lot, I’ll come over and get it or send someone over to pick it up.‘”

„Coop hatte diesen Duesenberg, und er ging immer mit den Damen aus, obwohl er verheiratet war, […] Er rief meinen Vater an und sagte: ‚Cliff, ich habe den Duesy vor dem Haus dieses Mädchens stehen, und wenn all die Klatschkolumnisten in der Stadt von diesem Auto erfahren, wissen sie, dass ich oben bin. Ich habe die Schlüssel unter dem Vordersitz, wenn du also kommst und ihn holst und zum Parkplatz fährst, komme ich rüber und hole ihn oder schicke jemanden, der ihn abholt.‘“

Nachdem er seinen Abschluss an der John Muir High School in Pasadena im Jahr 1955 gemacht hatte, trat er der United States Air Force als Fototechniker bei. Im Anschluss an seinen Militärdienst studierte Emmich Schauspiel am Pasadena Playhouse; Schauspielveteran Keenan Wynn hatte ihm dazu geraten.
Emmich verstarb im Alter von 85 Jahren in Valley Village, Los Angeles, an den Folgen von Lungenkrebs.

## Karriere
Seine Schauspielkarriere begann Emmich auf der Bühne am Pasadena Playhouse. Als Mitglied der „American Repertory Players“ trat er in dreiundzwanzig US-Bundesstaaten auf. Im Sommer spielte er zudem am Pink Garter Theatre in Jackson Hole in Wyoming.
Sein Filmdebüt hatte er 1969 in Norman Jewisons Gaily, Gaily in einer kleinen Rolle neben Beau Bridges.
Es folgten zahlreiche Auftritte in Fernsehserien und Sitcoms wie Männerwirtschaft, Trapper John, M.D., Mord ist ihr Hobby, Happy Days, Columbo, Fantasy Island, Der unglaubliche Hulk, Starsky & Hutch und Drei Engel für Charlie. In der fünften Staffel von Unsere kleine Farm schrieb Michael Landon eine Rolle speziell für Emmich. In der Folge The Man Inside spielte er einen schüchternen Mann, dessen Tochter sich für ihn schämt. Berichten zufolge gehörte die Rolle zu Emmichs Lieblingsrollen.
Rollen in Filmen und Fernsehfilmen hatte er unter anderem in Die Letzten beißen die Hunde, Halloween II – Das Grauen kehrt zurück, Mäusejagd und Inspektor Gadget. Bekannt wurde Emmich in der Rolle des Chauffeurs in Rip Torns Film Zahltag.
1992 spielte er in dem Musikvideo zu I Can’t Dance, einem Song auf dem 14. Studioalbum We Can’t Dance der britischen Rockband Genesis. Emmich war auch in Werbespots zu sehen, so als Sheriff in Fernsehwerbung für den Isuzu Trooper. Seine letzte Rolle vor der Kamera hatte er 2013 in dem Fernsehfilm Holiday Road Trip.
Im deutschen Sprachraum wurde Emmich unter anderem von Friedrich Georg Beckhaus, Otto Czarski, Jörg Döring, Gernot Duda, Gerd Duwner, Walter Gross, Manfred Grote, Michael Habeck, Alexander Herzog, Wolfgang Hess, Karl-Heinz Krolzyk, Hans-Rainer Müller, Hartmut Neugebauer, Manfred Petersen, Joachim Röcker, Michael Rüth, Reinhard Scheunemann, Peter Schlesinger, Hans Teuscher, Michael Weckler und Hans-Dieter Zeidler synchronisiert.

## Filmografie (Auswahl)

### Film
- 1969: Heißes Pflaster Chicago
- 1971: The Feminist and the Fuzz (Fernsehfilm)
- 1971: Inside O.U.T. (Pilotfilm)
- 1972: Top of the Heap
- 1972: Macho Trip (Hot Summer Week)
- 1973: Zahltag
- 1973: Invasion der Bienenmädchen (Invasion of the Bee Girls)
- 1974: Schleuderpartie (Slither; Fernsehfilm)
- 1974: Winter unserer Liebe (Our Time)
- 1974: Die Letzten beißen die Hunde
- 1975: Rafferty und die wilden Mädchen (Rafferty and the Gold Dust Twins)
- 1975: Zwei in Blue Jeans (Aloha, Bobby and Rose)
- 1975: Shell Game (Fernsehfilm)
- 1976: Der Pflichtverteidiger (Mallory: Circumstantial Evidence; Pilotfilm)
- 1976: Hazard’s People (Fernsehfilm)
- 1976: Vergewaltigt hinter Gittern
- 1977: Georgia Road – Die Unschlagbaren (Bad Georgia Road)
- 1977: Telefon
- 1978: Stingray
- 1978: Barracuda
- 1979: Undercover with the KKK (Fernsehfilm)
- 1979: The Streets of L.A. (Fernsehfilm)
- 1980: The $5.20 an Hour Dream (Fernsehfilm)
- 1981: Kesse Bienen auf der Matte
- 1981: Halloween II – Das Grauen kehrt zurück
- 1983: Eine Frau schreit nach Leben (I Want to Live!; Fernsehfilm)
- 1983: Jack Dempsey – Ein Mann wird zur Legende (Dempsey; Fernsehfilm)
- 1985: Hellhole
- 1985: Gus Brown and Midnight Brewster (Fernsehfilm)
- 1987: Return to Horror High
- 1990: Marilyn Hotchkiss’ Ballroom Dancing and Charm School (Kurzfilm)
- 1992: Genesis: I Can’t Dance (Musikvideo)
- 1993: Der Unbesiegbare – Best of the Best
- 1995: Digital Man
- 1997: Mäusejagd
- 1998: Anwaltsgeflüster – Ein Unrecht kommt selten allein (Legalese; Fernsehfilm)
- 1998: Bug Buster
- 1999: Liebe und andere Missverständnisse (Follow Your Heart)
- 1999: Inspektor Gadget
- 1999: Projekt: Baumhausgeisel (Treehouse Hostage)
- 2005: Charm School (Marilyn Hotchkiss’ Ballroom Dancing & Charm School)
- 2013: Holiday Road Trip (Fernsehfilm)

### Fernsehen
- 1971: Der Chef
- 1972: Cool Million
- 1972: FBI
- 1973–1974: Männerwirtschaft
- 1974: Junge Schicksale
- 1974–1977: Make-up und Pistolen
- 1976: Durch die Hölle nach Westen (How the West Was Won)
- 1976: Reich und Arm
- 1976: McNaughton’s Daughter (Miniserie)
- 1976: Eine amerikanische Familie
- 1977: Police Story – Immer im Einsatz (Police Story)
- 1977: Starsky & Hutch
- 1977: Mary Hartman, Mary Hartman
- 1977: Baretta
- 1977: Drei Engel für Charlie
- 1978: Räder (Wheels; Miniserie)
- 1978: Unsere kleine Farm
- 1978–1983: CHiPs
- 1979: David Cassidy: Man Undercover
- 1979: Happy Days
- 1979: Salvage 1
- 1979: Fantasy Island
- 1979: Greatest Heroes of the Bible
- 1979: Vegas
- 1979: B.J. und der Bär (B. J. and the Bear)
- 1981: Der unglaubliche Hulk
- 1982: Bret Maverick
- 1982: Strike Force
- 1982: Falcon Crest
- 1982–1983: Trapper John, M.D.
- 1983: Matt Houston
- 1983: Automan
- 1985: Knight Rider
- 1985–1991: Zeit der Sehnsucht
- 1986: Trio mit vier Fäusten
- 1987: Private Eye
- 1987: Hunter
- 1987: It’s Garry Shandling’s Show
- 1988: Simon & Simon
- 1988: 227
- 1989: Harrys wundersames Strafgericht
- 1990: College Fieber
- 1990: Polizeibericht
- 1990: Wer ist hier der Boß?
- 1990: Adam-12 (The New Adam-12)
- 1992: Unter der Sonne Kaliforniens
- 1992: Columbo: Bluthochzeit (No Time to Die)
- 1992: Rachel Gunn, Oberschwester (Rachel Gunn, R.N.)
- 1994: Mord ist ihr Hobby
- 1994: Baywatch – Die Rettungsschwimmer von Malibu
- 1995: California Dreams
- 1997: Mit Herz und Scherz (Coach)
- 1997: Martin
- 1997: Nash Bridges
- 1999: Walker, Texas Ranger
- 2002: Push, Nevada
- 2007: Crossing Jordan – Pathologin mit Profil